# Club Handbol Canyamelar
El Club Handbol Canyamelar es un club de balonmano femenino español de Valencia que milita, actualmente, en Primera Nacional.
El club fue creado en junio de 2013 tras la desaparición del Marítim Aicequip por las grandes deudas que tenía. En su periplo por la División de Honor española fue entrenada por la  ex jugadora internacional Susana Pareja.
En su última temporada en División de Honor (la 2018–19) volvió a tener problemas económicos por el retraso en subvenciones y patrocinios y, debido a sus continuos impagos de arbitrajes y derechos federativos, fue sancionado por la RFEBM, sancionado con la pérdida de un partido (0-10, ante el Rocasa) y amenazado con el descenso directo y exclusión de la liga en marzo. Gracias a un mecenas desconocido, en febrero se le levantó la sanción y las jugadoras pudieron cobrar sus nóminas, pero acabó descendiendo.
En la temporada 2019–20 el equipo renunció a competir en la División de Honor Plata y se inscribió en la primera división nacional.

## Temporada a temporada
| Temporada | Nivel | División          | Pos. | Notas    |
| --------- | ----- | ----------------- | ---- | -------- |
| 2013-14   | 1     | División de honor | 9    |          |
| 2014-15   | 1     | División de honor | 9    |          |
| 2015-16   | 1     | División de honor | 8    |          |
| 2016-17   | 1     | División de honor | 8    |          |
| 2017-18   | 1     | División de honor | 12   |          |
| 2018-19   | 1     | División de honor | 13   | Descenso |
| 2019–20   | 4     | Primera nacional  |      |          |
| 2020–21   | 4     | Primera nacional  |      |          |
| 2021–22   | 4     | Primera nacional  |      |          |
| 2022–23   | 4     | ?                 |      |          |